# Per Ewert

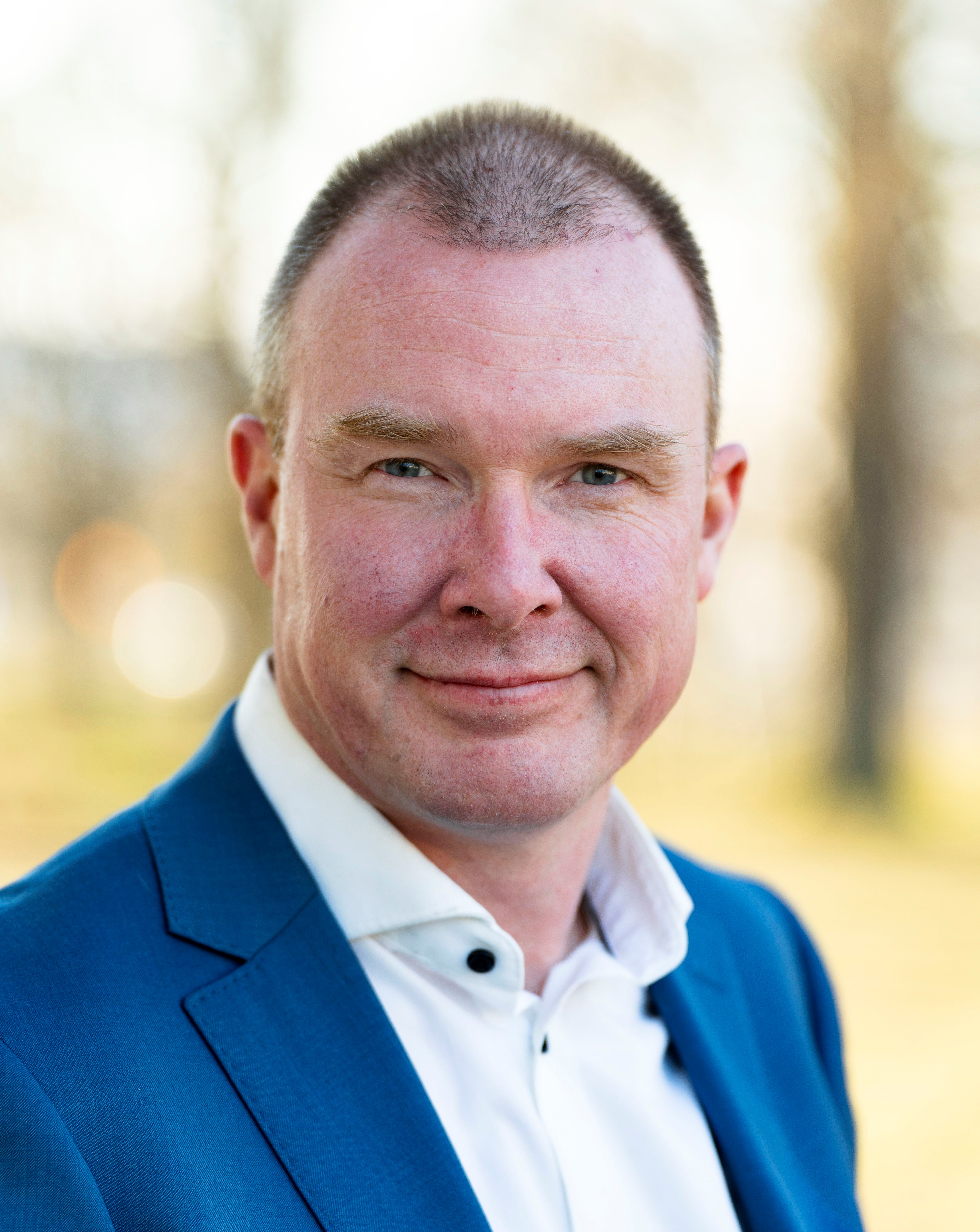
Per Ewert (2022)

Per Ewert, född 18 april 1973, är en svensk forskare och samhällsdebattör samt direktor för den kristna tankesmedjan Claphaminstitutet. 

## Biografi
Ewert var 2008 en av stiftarna till Claphaminstitutet. Från 2010 var han institutets informationssekreterare och 2016 efterträdde han Tuve Skånberg som direktor. Han har medverkat som ledarskribent i Världen idag. Han kandiderade 2014 till Europaparlamentet för Kristdemokraterna.
I november 2022 försvarade han sin doktorsavhandling  Moving reality closer to the ideal: The process towards autonomy and secularism during the Social Democratic hegemony in 20th century Sweden vid VID (Vitenskaplig, Internasjonal og Diakonal) Specialized University i Stavanger.
I anslutning till sin disputation gav Ewert ut en populärversion av avhandlingen, boken Landet som glömde Gud: Hur Sverige under 1900-talet formades till världens mest sekulärindividualistiska land. Ewert påtalar den unika position Sverige har i den kartläggning som återkommande görs av World Values Survey, och menar att en viktig orsak är det målmedvetna politiska inflytande över Svenska kyrkan, skola och familj som utövats framförallt under den långa perioden 1932–1976 med socialdemokratin i maktställning.